# Кути розривів
Кути́ розри́вів (рос. углы разрывов, англ. angles of rupture, нім. Bruchwinkel m)- у гірничій справі — зовнішні відносно виробленого простору кути, які утворено на вертикальних розрізах по головних перерізах мульди зрушення горизонтальними лініями і лініями, які з'єднують межі виробок з найближчими до межі мульди зрушення тріщинами.